# Nagato
Nagato (長門市?) è una città giapponese della prefettura di Yamaguchi.
Nel 2003 la città aveva una popolazione di 23 356 persone e una densità di 153,25 persone per km².
La città fu fondata il 31 marzo 1954.
Nagato è formata da cinque piccole città che sono state unificate con il passare di molti anni.
Le piccole città sono Fukawa, Senzaki, Yuya, Heki e Misumi. Nagato comprende l'isola Omijima e il comune di Kayoi.